# Cotalpa consobrina
Cotalpa consobrina là một loài bọ cánh cứng trong họ Scarabaeidae.

## Hình ảnh

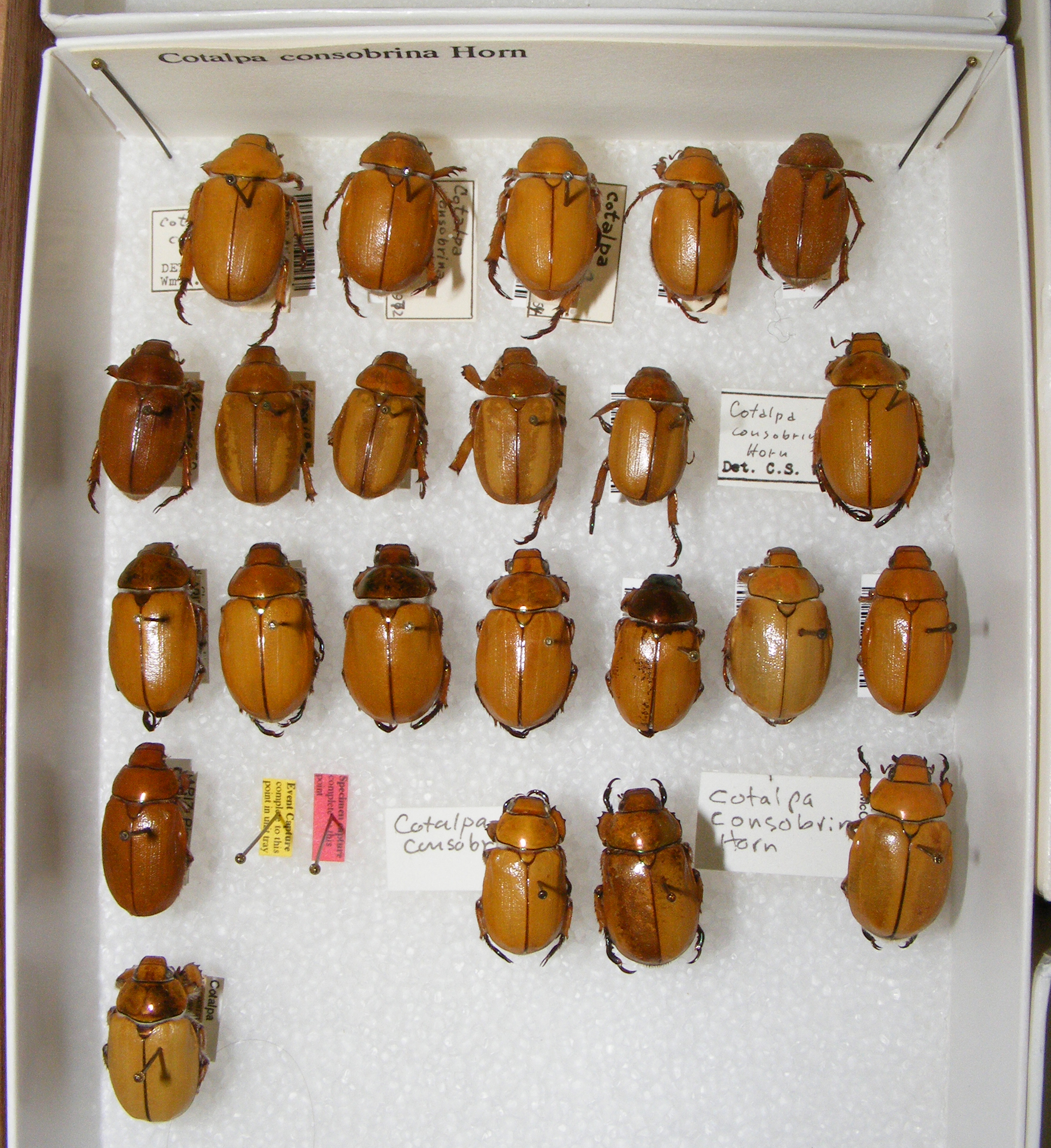
Specimen collection